# Amphiclada fervescens
Amphiclada fervescens är en fjärilsart som beskrevs av Edward Meyrick 1912. Amphiclada fervescens ingår i släktet Amphiclada och familjen signalmalar. Inga underarter finns listade i Catalogue of Life.